# Hjerneforskning
Hjerneforskning er en paraplybetegnelse for en række videnskabelige discipliner, der studerer nervesystemets og hjernens fysiologiske molekylære, cellulære, strukturelle, funktionelle og evolutionære processer og deres sammenhæng med blandt andet tænkning, adfærd og sygdom. Moderne hjerneforskning er således et tværfagligt felt, der trækker på viden og metoder inden for datalogi, ingeniørvidenskab, lingvistik, matematik, neurologi, genetik, biokemi, molekylærbiologi og biofysik. Hjerneforskningen udøver også indflydelse på andre områder, herunder markedsføring kommunikation[kilde mangler], psykologi[kilde mangler], filosofi[kilde mangler] og jura[kilde mangler]. Fremskridt i studiet af dyrs og menneskers nervesystemer samt udviklingen inden for datalogi og computerteknologi har også hjulpet i udviklingen af neurale netværk og kunstig intelligens.